# 平山育夫
平山 育夫（ひらやま いくお、1965年2月6日 - ）は、株式会社ジョイフル本田代表取締役社長。熊本県出身
。

## 経歴
- 1987年:流通経済大学経済学部卒業[3]
- 1987年:株式会社ジョイフル本田 入社
- 2015年:同社取締役 商品部長兼商品開発室長
- 2016年:ホンダ産業 常務取締役
- 2017年:ジョイフル本田 常務取締役 経営企画本部長
- 2018年:同社常務取締役
- 2019年:ジョイフルエーケー 取締役(現在に至る)
- 2019年:ジョイフル本田 取締役 専務執行役員 管理本部長
- 2021年:MTJフィットネス 取締役(現在に至る)
- 2021年:ジョイフル本田 取締役 専務執行役員COO
- 2022年:同社取締役 専務執行役員COO兼リフォーム事業部長
- 2023年:同社 代表取締役 社長(2023年6月21日就任。現在に至る)[4]